# 京都府道131号花園停車場広隆寺線
京都府道131号花園停車場広隆寺線（きょうとふどう131ごう はなぞのていしゃじょうこうりゅうじせん）は、京都府京都市右京区を通る一般府道である。

## 概要
京都市右京区花園伊町から京都市右京区太秦蜂岡町に至る。

### 路線データ
- 起点：京都府京都市右京区花園伊町（JR西日本山陰本線 花園駅南側）
- 終点：京都府京都市右京区太秦蜂岡町（太秦交差点、京都府道112号二条停車場嵐山線交点、京都府道132号太秦上桂線起点）

## 地理

### 通過する自治体
- 京都市（右京区）

### 交差する道路
| 交差する道路                                                              | 交差する場所   | 交差する場所      |
| ------------------------------------------------------------------------- | -------------- | ----------------- |
| 国道162号 京都市道184号宇多野吉祥院線 / 天神川通 重複                     | 太秦和泉式部町 |                   |
| 京都府道112号二条停車場嵐山線 / 三条通 京都府道132号太秦上桂線 / 梅津街道 | 太秦蜂岡町     | 太秦交差点 / 終点 |

### 沿線
- JR西日本山陰本線 花園駅
- 京都市右京図書館
- 東映太秦映画村
- 大酒神社
- 自然幼稚園
- 京都市右京消防団本部
- 京都中央信用金庫 太秦支店
- 広隆寺
- 京福電気鉄道嵐山本線 太秦広隆寺駅
- 右京警察署